# Colonna della Vittoria (Blenheim Palace)
La colonna della Vittoria di Blenheim Palace (in inglese Column of Victory in the grounds of Blenheim Palace) è un monumento celebrativo in forma di colonna eretto all'interno del parco di Blenheim Palace a Woodstock (Oxfordshire), in Inghilterra
Il monumento venne eretto dal governo inglese nel 1727-30 alla morte di John Churchill, I duca di Marlborough per commemorare la sua persona e le sue vittorie sulla Francia nel corso della guerra di successione spagnola. Sin dal progetto originario, la colonna venne posta al termine di un lungo viale alberato le cui piante si trovano poste nella posizione di truppe sull'attenti a fiancheggiare il percorso.

## Descrizione

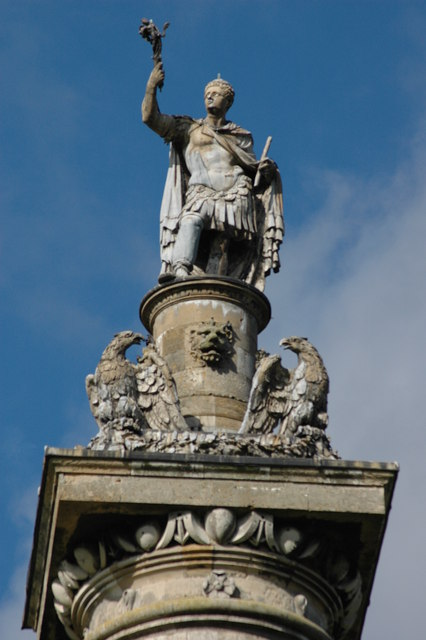
Particolare della statua di John Churchill, I duca di Marlborough a cui la colonna è dedicata, nelle vesti di Cesare.

L'idea della costruzione di una colonna alla memoria del celebre condottiero, il duca di Marlborough (la cui famiglia era anche proprietaria di Blenheim Palace stesso), venne all'allora lord Herbert, poi IX conte di Pembroke, assieme all'architetto del complesso John Vanbrugh il quale sviluppò il disegno con la collaborazione dell'architetto Nicholas Hawksmoor. Hawksmoor, intenzionato a prendere a modello le grandi colonne imperiali classiche dell'antica Roma, si rifece a quella di Piazza Navona. Il risultato fu una colonna dorica scanalata di 41 metri realizzata in pietra calcarea con alla sommità la figura del duca di Marlborough nelle vesti di Cesare, attorniato da aquile romane, avente nella mano sinistra una fiaccola simbolo della vittoria, e nella destra un bastone militare del comando; la statua venne realizzata da sir Henry Cheere.
La base della colonna, di forma quadrangolare, presenta su ciascuna facciata delle lunghe iscrizioni celebrative che compongono insieme una biografia del I duca di Marlborough; tali iscrizioni vennero dettate da lord Henry Saint-John Bolingbroke che le fece incidere sulla base da scalpellini.